# Bundesgesetz über die Reduktion der CO2-Emissionen
Das schweizerische Bundesgesetz über die Reduktion der CO2-Emissionen, kurz: CO2-Gesetz, beruht auf den Artikeln Art. 74und Art. 89 der Bundesverfassung. Danach erlässt der Bund „Vorschriften über den Schutz des Menschen und seiner natürlichen Umwelt vor schädlichen oder lästigen Einwirkungen“ (Art. 74) und „über den Energieverbrauch von Anlagen, Fahrzeugen und Geräten.“ (Art. 89).
In der Klimapolitik der Schweiz ist das CO2-Gesetz das Kernstück der politischen Massnahmen. Aufgrund des CO2-Gesetzes wird die CO2-Abgabe als Lenkungsabgabe erhoben sowie die Befreiung oder Rückerstattung an Wirtschaft und Bevölkerung festgelegt. Der Anteil der Bevölkerung der an den Staat gezahlten Klimaabgaben wird dabei als aufkommensneutrale Lenkungsabgabe gleichmässig an alle natürlichen Personen rückverteilt (Art. 36). Ein weiterer Teil der Einnahmen wird für den Klimaschutz verwendet: Zur Förderung von Technologien zur Verminderung der Treibhausgase (Art. 35) werden ab dem Jahr 2013 pro Jahr höchstens 25 Millionen Franken dem Technologiefonds der Schweiz zur Finanzierung von Bürgschaften zugeführt. Eine weitere Säule ist das Emissionshandelssystem der Schweiz für große Industriebetriebe und ab 2020 auch für den Luftverkehr innerhalb der Schweiz und in den Europäischen Wirtschaftsraum.

## Zielsetzung
Das Gesetz definiert in Artikel 1 den Zweck, dass „die Treibhausgasemissionen, insbesondere die CO2-Emissionen, die auf die energetische Nutzung fossiler Energieträger (Brenn- und Treibstoffe) zurückzuführen sind, vermindert werden mit dem Ziel, einen Beitrag zu leisten, den globalen Temperaturanstieg auf weniger als 2 Grad Celsius zu beschränken.“

## Geschichte
Das CO2-Gesetz vom 8. Oktober 1999 trat am 1. Mai 2000 als Bundesgesetz vom 8. Oktober 1999 über die Reduktion der CO2-Emissionen in Kraft. Es wurde am 23. Dezember 2011 novelliert, zum 1. Januar 2013 gab es eine Revision. Aufgrund des Übereinkommens von Paris wurde es 2016 erneut angepasst und wird bis 2021 einer Totalrevision unterzogen. Kohlenstoffdioxid (CO2), Methan (CH4), Lachgas (N2O), Schwefelhexafluorid (SF6), Stickstofftrifluorid (NF3) teilhalogenierte Fluorkohlenwasserstoffe (HFC) und perfluorierte Kohlenwasserstoffe (PFC) sind Gegenstand. Zwischenziele bis zum Jahr 2030 werden festgelegt, die Förderung sowie die erhobenen Abgaben auf ihre Wirksamkeit hin überprüft (Evaluation) und die Landwirtschaft und der Flugverkehr mit in die Reduktionsverpflichtung genommen (bereits ab 2020, mit der Verknüpfung des Schweizer und des EU-Emissionshandelssystems, nimmt ein Teil des Luftverkehrs am Emissionshandel teil). Das Gebäudeprogramm wird verlängert, die maximalen Mittel von 350 Mio. Franken pro Jahr werden auf 450 Mio. aufgestockt, das Programm soll im Jahr 2025 auslaufen. Als subsidiäre Massnahme kann auch ein Verbot fossiler Heizungen ausgelöst werden, falls im Jahr 2026 die Reduktion von 51 Prozent gegenüber 1990 verfehlt wird, Einbau und Ersatz werden dann mit wenigen Ausnahmen beendet: Nur in gut isolierten Gebäuden vergleichbar dem Minergie-Standard sowie aufgrund des Boden-, Gewässer-, Natur- oder Denkmalschutzes kann die Hauptheizung dann noch mit fossilen Energieträgern betrieben werden.

### Totalrevision vom 25. September 2020 mit Referendum und Abstimmung
Der umfangreiche Gesetzestext (40 Seiten) enthielt auch den Rahmen für eine Flugticketabgabe von 30 bis 120 Franken und – mit Ausnahmeregelungen – eine Abgabe Allgemeine Luftfahrt für einen Klimafonds, CO2-Grenzwerte für Altbauten, eine Abkehr von fossilen Brennstoffen für Neubauten von Gebäuden und strenge Kontroll- und Strafbestimmungen zur Durchsetzung.
Es wurden Unterschriften für ein Referendum gegen das revidierte CO2-Gesetz gesammelt. Sehr aktiv hat sich der Automobil Club der Schweiz (ACS) an der Unterschriftensammlung beteiligt. Das Referendum wurde z. B. auch vom Interessenverband Avenergy Suisse (ehem. Erdöl-Vereinigung) unterstützt, wo u. a. Agrola, Coop Mineraloel, Migrol sowie die Unternehmen Socar aus Aserbaidschan und Tamoil aus Libyen Mitglied sind. Unterdessen wurde vom Bundesrat eine revidierte CO2-Verordnung per 1. Januar 2021 in Kraft gesetzt. Am 13. Juni 2021 kam es zu einer Volksabstimmung zum revidierten CO2-Gesetz. Bundesrat und Parlament empfahlen der Stimmbevölkerung, das revidierte CO2-Gesetz anzunehmen. Anders als die mit 58,2 % angenommene Energiestrategie 2050 fiel die Totalrevision des CO2-Gesetzes mit nur 48,4 % Ja-Stimmen durch. Mit dem Nein zum revidierten CO2-Gesetz hat die Schweiz kein messbares Verminderungsziel nach 2021 mehr. Zudem laufen mehrere Instrumente und Förderungen Ende 2021 aus.

### Parlamentarische Initiative zur Verlängerung bestehender Massnahmen
Der Nationalrat entschied am 29. September 2021, dass diverse bestehende Massnahmen bis 2024 verlängert werden sollen. Das Geschäft geht nun an den Ständerat.